# Краснолуцький провулок
Краснолу́цький прову́лок — зниклий провулок, існував у Дарницькому районі міста Києва, місцевість Позняки. Пролягав від Тепловозної до Здолбунівської вулиці. 
Прилучалися Краснолуцька вулиця та Любарський провулок.

## Історія
Виник у першій половині XX століття (не пізніше кінця 1930-х років) під назвою (3-й) Васильківський. Назву Краснолуцький провулок отримав 1955 року. 
Зник під час часткового знесення забудови колишнього села Позняки (Нові Позняки) і забудови мікрорайону Позняки-4 орієнтовно у кінці 2007 — середині 2008 року. Інформація про офіційну ліквідацію вулиці наразі відсутня.